# Batalha de Jaxartes
A Batalha de Jaxartes foi um confronto militar travado em 329 a.C. entre Alexandre, o Grande e as forças da Macedônia contra os exércitos Sacas (um povo próximo dos Citas) no rio Sir Dária, o nome moderno do antigo rio Jaxartes. O resultado foi uma importante vitória para as tropas de Alexandre, que garantiram o controle do leste do antigo Império Persa.